# مفيش فايدة (فلم)
 مفيش فايدة هو فيلم مصري من إنتاج 2008، ومن تأليف لؤي السيد، وإخراج حاتم فريد.

## قصة الفيلم
تدور الأحداث في إطار اجتماعي كوميدي حول موظف يواجه الكثير من المشكلات في حياته لاعتقاده أن ثراءه يمكن أن يذلل له كل عقبات حياته لكنه يكتشف في النهاية أن المال لا علاقة له بالسعادة وتتوالى الأحداث.

## الممثلون
| - مصطفى قمر: أدهم - بسمة: مها - أحمد راتب: مدير البنك - إدوارد: حكيم - محمد شومان: رافع بك - خيرية أحمد: أم أدهم - إيناس النجار: عفاف سكرتيرة رافع - منة فضالي: هند - حسن مصطفى: د.فرغلي - عبد الله مشرف: برعش شحلول - أحمد كمال: الشافعي زبون بالبنك - إسماعيل فرغلى: سكرتير رافع - بهجت عدلي: بهيج زبون بالبنك - محمد قشطة: والد مها - فيفى السباعي: نظلي هانم - أنور عبد المنعم: فرج الحارس - محمد نصر: الجار كمال الحنتيل | - سلمى: السكرتيرة - لمياء: زوجة العنتيل - زكي الصياد: موظف البنك - أكمل المعداوي: ساعي البنك - محمد عباس: المريض النفسي - كريمة الحديدي: الشحاتة - نور شريف: طفلة شبيه هند - أحمد مالك: الطفل شبيه حكيم - أحمد حازم: طفل ابن العنتيل - محمد طارق: طفل ابن العنتيل - شريف إسلام: طفل ابن العنتيل - محمد هوجان: بودي جارد - مصطفى جاد: بودي جارد - سمير غانم: ضيف شرف - ايمان غنيم: مروة - نادية حسني |

## روابط خارجية
- مقالات تستعمل روابط فنية بلا صلة مع ويكي بيانات